# Egin

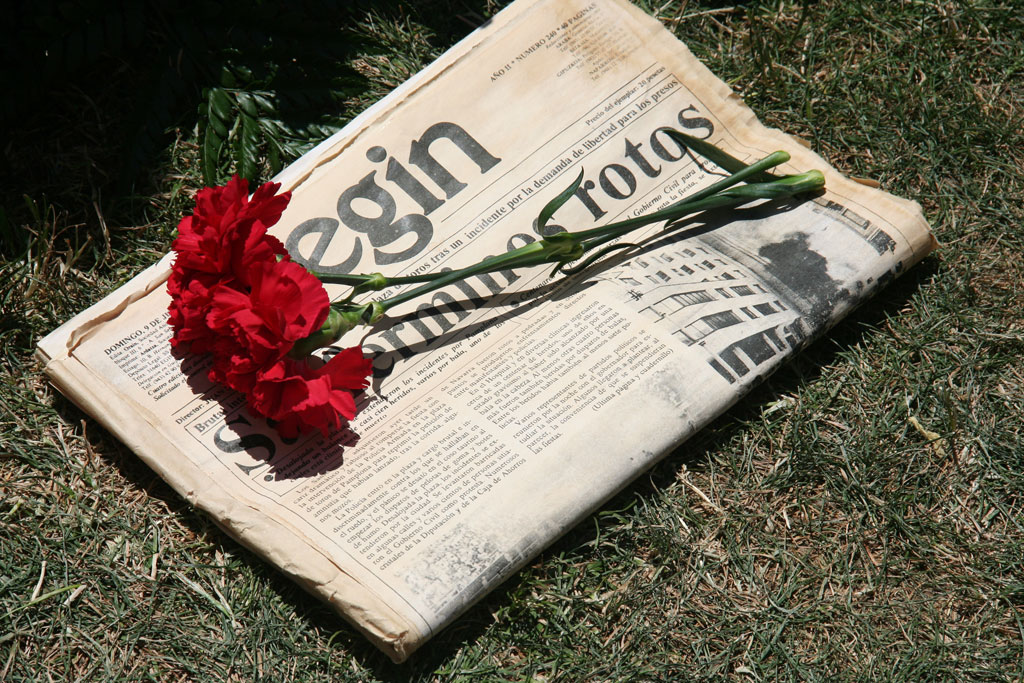
Egin (1977-1998).

Egin qui signifie « faire » en basque a été un journal basque d'information générale, d'idéologie de gauche abertzale, principalement en langue espagnole, avec des parties en basque. Il était publié à Hernani au Guipuscoa, par Orain S.A, entreprise qui dirigeait aussi la station émettrice de radio Egin Irratia.

## Histoire

### Fermeture du journal
À l'aube du 14 juillet 1998, le juge Baltasar Garzón a ordonné la fermeture préventive des deux médias, et l'arrestation de plusieurs responsables d'Orain SA, lesquels ont été accusés d'intégration en bande armée. Des dizaines de personnes sont arrêtées. Dans son instruction, le juge considérait que l'entreprise était soumise à l'organisation violente Euskadi ta Askatasuna (ETA).
Le jour de la fermeture d'Egin le président du gouvernement espagnol José María Aznar se trouvait en visite officielle en Turquie. Quand dans une conférence de presse un journaliste lui demanda son opinion sur ce qui s'était passé, celle-ci fut sa réponse: ¿Creían ustedes que no nos íbamos a atrever? "Vous croyez que nous n'allions pas oser?".
La fermeture d'Egin a provoqué diverses protestations, entre autres la gauche abertzale radicale avec la campagne avec le slogan Hitz Egin ("Parle"), titre aussi d'une chanson du groupe de rock basque Negu Gorriak.
Après plus d'un année, et la fin de l'instruction, l'Audience nationale a réduit l'accusation à collaboration avec bande armée, ce qui rendait injustifiée la fermeture. Pour, Orain S.A, c'était déjà la banqueroute, et la part de marché d'Egin avait été reprise par le quotidien Gara. Ni le journal, ni la radio n'ont été remis en marche de nouveau.
Aucun des accusés n'a été condamné, ni indemnisé.